# Proclitus heterocerus
Proclitus heterocerus là một loài tò vò trong họ Ichneumonidae.